# Ponikowo
Ponikowo – niewielka kolonia w Polsce położona w województwie dolnośląskim, w powiecie lubańskim, w gminie Siekierczyn.

## Położenie
Ponikowo to niewielka kolonia złożona z ośmiu domów, leżąca na Pogórzu Izerskim, u północnego podnóża Wzgórz Zalipiańskich, na wysokości około 240 m n.p.m.

## Podział administracyjny
W latach 1975–1998 miejscowość administracyjnie należała do województwa jeleniogórskiego. Miejscowość wchodzi w skład sołectwa Zaręba.